# Премія БАФТА за найкращу режисерську роботу
Премію БАФТА за найкращу режисерську роботу вручає Британська академія кіно і телевізійних мистецтв з 1969 року режисерам фільмів, що вийшли на екрани у рік, що передує премії. 1986 року на 39-й церемонії БАФТА за досягнення 1985 року нагороду найкращим режисерам не вручали.
Нижче наведено повний список лауреатів і номінантів. Імена переможців виділено жирним шрифтом і окремим кольором.

## 1969–1970
| Рік  | Церемонія | Фото лауреатів                                | Лауреати і номінанти                   |
| ---- | --------- | --------------------------------------------- | -------------------------------------- |
| 1969 | 22-а      |                                               | • Майк Ніколс — «Випускник»            |
| 1969 | 22-а      | • Керол Рід — «Олівер!»                       |                                        |
| 1969 | 22-а      | • Франко Дзефіреллі — «Ромео і Джульєтта»     |                                        |
| 1969 | 22-а      | • Ліндсі Андерсон — «Якщо....»                |                                        |
| 1970 | 23-я      |                                               | • Джон Шлезінгер — «Опівнічний ковбой» |
| 1970 | 23-я      | • Пітер Єтс — «Булліт»                        |                                        |
| 1970 | 23-я      | • Кен Расселл — «Закохані жінки»              |                                        |
| 1970 | 23-я      | • Річард Аттенборо — «О, що за чудесна війна» |                                        |

## 1971–1980
| Рік  | Церемонія | Фото лауреатів                                          | Лауреати і номінанти                             |
| ---- | --------- | ------------------------------------------------------- | ------------------------------------------------ |
| 1971 | 24-а      |                                                         | • Джордж Рой Гілл — «Буч Кессіді і Санденс Кід»  |
| 1971 | 24-а      | • Кен Лоуч — «Кес»                                      |                                                  |
| 1971 | 24-а      | • Девід Лін — «Донька Раяна»                            |                                                  |
| 1971 | 24-а      | • Роберт Альтман — «Військово-польовий госпіталь»       |                                                  |
| 1972 | 25-а      |                                                         | • Джон Шлезінгер — «Неділя, проклята неділя»     |
| 1972 | 25-а      | • Мілош Форман — «Відрив»                               |                                                  |
| 1972 | 25-а      | • Джозеф Лоузі — «Посередник»                           |                                                  |
| 1972 | 25-а      | • Лукіно Вісконті — «Смерть у Венеції»                  |                                                  |
| 1973 | 26-а      |                                                         | • Боб Фосс — «Кабаре»                            |
| 1973 | 26-а      | • Пітер Богданович — «Останній кіносеанс»               |                                                  |
| 1973 | 26-а      | • Стенлі Кубрик — «Механічний апельсин»                 |                                                  |
| 1973 | 26-а      | • Вільям Фрідкін — «Французький зв'язковий»             |                                                  |
| 1974 | 27-а      |                                                         | • Франсуа Трюффо — «Американська ніч»            |
| 1974 | 27-а      | • Луїс Бунюель — «Скромна чарівність буржуазії»         |                                                  |
| 1974 | 27-а      | • Фред Циннеманн — «День шакала»                        |                                                  |
| 1974 | 27-а      | • Ніколас Роуґ — «А тепер не дивись»                    |                                                  |
| 1975 | 28-а      |                                                         | • Роман Полянський — «Китайський квартал»        |
| 1975 | 28-а      | • Френсіс Форд Коппола — «Розмова»                      |                                                  |
| 1975 | 28-а      | • Луї Маль — «Лакомб Люсьєн»                            |                                                  |
| 1975 | 28-а      | • Сідні Люмет — «Серпіко»                               |                                                  |
| 1975 | 28-а      | • Сідні Люмет — «Вбивство у Східному експресі»          |                                                  |
| 1976 | 29-а      |                                                         | • Стенлі Кубрик — «Баррі Ліндон»                 |
| 1976 | 29-а      | • Сідні Люмет — «Собачий полудень»                      |                                                  |
| 1976 | 29-а      | • Мартін Скорсезе — «Аліса тут більше не живе»          |                                                  |
| 1976 | 29-а      | • Стівен Спілберг — «Щелепи»                            |                                                  |
| 1977 | 30-а      |                                                         | • Мілош Форман — «Пролітаючи над гніздом зозулі» |
| 1977 | 30-а      | • Мартін Скорсезе — «Таксист»                           |                                                  |
| 1977 | 30-а      | • Алан Пакула — «Вся президентська рать»                |                                                  |
| 1977 | 30-а      | • Алан Паркер — «Баґсі Мелоун»                          |                                                  |
| 1978 | 31-а      |                                                         | • Вуді Аллен — «Енні Холл»                       |
| 1978 | 31-а      | • Сідні Люмет — «Телемережа»                            |                                                  |
| 1978 | 31-а      | • Річард Аттенборо — «Міст надто далеко»                |                                                  |
| 1978 | 31-а      | • Джон Авілдсон — «Роккі»                               |                                                  |
| 1979 | 32-а      |                                                         | • Алан Паркер — «Опівнічний експрес»             |
| 1979 | 32-а      | • Стівен Спілберг — «Близькі контакти третього ступеня» |                                                  |
| 1979 | 32-а      | • Фред Циннеманн — «Джулія»                             |                                                  |
| 1979 | 32-а      | • Роберт Альтман — «Весілля»                            |                                                  |
| 1980 | 33-я      |                                                         | • Френсіс Форд Коппола — «Апокаліпсис сьогодні»  |
| 1980 | 33-я      | • Вуді Аллен — «Мангеттен»                              |                                                  |
| 1980 | 33-я      | • Майкл Чіміно — «Мисливець на оленів»                  |                                                  |
| 1980 | 33-я      | • Джон Шлезінгер — «Янкі»                               |                                                  |

## 1981–1990
| Рік  | Церемонія | Фото лауреатів                                 | Лауреати і номінанти                |
| ---- | --------- | ---------------------------------------------- | ----------------------------------- |
| 1981 | 34-а      |                                                | • Акіра Куросава — «Тінь воїна»     |
| 1981 | 34-а      | • Роберт Бентон — «Крамер проти Крамера»       |                                     |
| 1981 | 34-а      | • Алан Паркер — «Слава»                        |                                     |
| 1981 | 34-а      | • Девід Лінч — «Людина-слон»                   |                                     |
| 1982 | 35-а      |                                                | • Луї Маль — «Атлантик-Сіті»        |
| 1982 | 35-а      | • Білл Форсайт — «Дівчина Грегорі»             |                                     |
| 1982 | 35-а      | • Карел Рейш — «Жінка французького лейтенанта» |                                     |
| 1982 | 35-а      | • Г'ю Хадсон — «Вогняні колісниці»             |                                     |
| 1983 | 36-а      |                                                | • Річард Аттенборо — «Ганді»        |
| 1983 | 36-а      | • Стівен Спілберг — «Іншопланетянин»           |                                     |
| 1983 | 36-а      | • Марк Райделл — «На золотому озері»           |                                     |
| 1983 | 36-а      | • Коста-Гаврас — «Зниклий безвісти»            |                                     |
| 1984 | 37-а      |                                                | • Білл Форсайт — «Місцевий герой»   |
| 1984 | 37-а      | • Сідні Поллак — «Тутсі»                       |                                     |
| 1984 | 37-а      | • Мартін Скорсезе — «Король комедії»           |                                     |
| 1984 | 37-а      | • Джеймс Айворі — «Пилюка і спека»             |                                     |
| 1985 | 38-а      |                                                | • Вім Вендерс — «Париж, Техас»      |
| 1985 | 38-а      | • Ролан Жоффе — «Поля смерті»                  |                                     |
| 1985 | 38-а      | • Пітер Єтс — «Костюмер»                       |                                     |
| 1985 | 38-а      | • Серджо Леоне — «Одного разу в Америці»       |                                     |
| 1987 | 40-а      |                                                | • Вуді Аллен — «Ханна та її сестри» |
| 1987 | 40-а      | • Ніл Джордан — «Мона Ліза»                    |                                     |
| 1987 | 40-а      | • Ролан Жоффе — «Місія»                        |                                     |
| 1987 | 40-а      | • Джеймс Айворі — «Кімната з видом»            |                                     |
| 1988 | 41-а      |                                                | • Олівер Стоун — «Взвод»            |
| 1988 | 41-а      | • Джон Бурмен — «Надія і слава»                |                                     |
| 1988 | 41-а      | • Клод Беррі — «Жан де Флоретт»                |                                     |
| 1988 | 41-а      | • Річард Аттенборо — «Поклик свободи»          |                                     |
| 1989 | 42-а      |                                                | • Луї Маль — «До побачення, діти»   |
| 1989 | 42-а      | • Джон Кліз — «Рибка на ім'я Ванда»            |                                     |
| 1989 | 42-а      | • Габріель Аксель — «Бенкет Бабетти»           |                                     |
| 1989 | 42-а      | • Бернардо Бертолуччі — «Останній імператор»   |                                     |
| 1990 | 43-я      |                                                | • Кеннет Брана — «Генріх V»         |
| 1990 | 43-я      | • Стівен Фрірз — «Небезпечні зв'язки»          |                                     |
| 1990 | 43-я      | • Алан Паркер — «Міссісіпі у вогні»            |                                     |
| 1990 | 43-я      | • Пітер Уїр — «Товариство мертвих поетів»      |                                     |

## 1991—2000
| Рік  | Церемонія | Фото лауреатів                                      | Лауреати і номінанти                       |
| ---- | --------- | --------------------------------------------------- | ------------------------------------------ |
| 1991 | 44-а      |                                                     | • Мартін Скорсезе — «Славні хлопці»        |
| 1991 | 44-а      | • Брюс Бересфорд — «Шофер міс Дейзі»                |                                            |
| 1991 | 44-а      | • Вуді Аллен — «Злочини і проступки»                |                                            |
| 1991 | 44-а      | • Джузеппе Торнаторе — «Новий кінотеатр «Парадізо»» |                                            |
| 1992 | 45-а      |                                                     | • Алан Паркер — «Група „Коммітментс“»      |
| 1992 | 45-а      | • Рідлі Скотт — «Тельма і Луїза»                    |                                            |
| 1992 | 45-а      | • Кевін Костнер — «Танці з вовками»                 |                                            |
| 1992 | 45-а      | • Джонатан Деммі — «Мовчання ягнят»                 |                                            |
| 1993 | 46-а      |                                                     | • Роберт Альтман — «Гравець»               |
| 1993 | 46-а      | • Ніл Джордан — «Жорстока гра»                      |                                            |
| 1993 | 46-а      | • Джеймс Айворі — «Маєток Говардс Енд»              |                                            |
| 1993 | 46-а      | • Клінт Іствуд — «Непробачений»                     |                                            |
| 1994 | 47-а      |                                                     | • Стівен Спілберг — «Список Шиндлера»      |
| 1994 | 47-а      | • Джейн Кемпіон — «Фортепіано»                      |                                            |
| 1994 | 47-а      | • Джеймс Айворі — «Наприкінці дня»                  |                                            |
| 1994 | 47-а      | • Річард Аттенборо — «Країна тіней»                 |                                            |
| 1995 | 48-а      |                                                     | • Майк Ньюелл — «Чотири весілля і похорон» |
| 1995 | 48-а      | • Роберт Земекіс — «Форрест Гамп»                   |                                            |
| 1995 | 48-а      | • Кшиштоф Кесльовський — «Три кольори: Червоний»    |                                            |
| 1995 | 48-а      | • Квентін Тарантіно — «Кримінальне чтиво»           |                                            |
| 1996 | 49-а      |                                                     | • Майкл Редфорд — «Поштар»                 |
| 1996 | 49-а      | • Енг Лі — «Розум і почуття»                        |                                            |
| 1996 | 49-а      | • Мел Гібсон — «Хоробре серце»                      |                                            |
| 1996 | 49-а      | • Ніколас Гітнер — «Безумство короля Георга»        |                                            |
| 1997 | 50-а      |                                                     | • Джоел Коен, Ітан Коен — «Фарґо»          |
| 1997 | 50-а      | • Скотт Гіккс — «Блиск»                             |                                            |
| 1997 | 50-а      | • Майк Лі — «Таємниці і брехня»                     |                                            |
| 1997 | 50-а      | • Ентоні Мінгелла — «Англійський пацієнт»           |                                            |
| 1998 | 51-а      |                                                     | • Баз Лурманн — «Ромео+Джульєта»           |
| 1998 | 51-а      | • Джеймс Кемерон — «Титанік»                        |                                            |
| 1998 | 51-а      | • Пітер Каттанео — «Чоловічий стриптиз»             |                                            |
| 1998 | 51-а      | • Кертіс Хенсон — «Таємниці Лос-Анджелеса»          |                                            |
| 1999 | 52-а      |                                                     | • Пітер Уїр — «Шоу Трумана»                |
| 1999 | 52-а      | • Шекхар Капур — «Єлизавета»                        |                                            |
| 1999 | 52-а      | • Джон Медден — «Закоханий Шекспір»                 |                                            |
| 1999 | 52-а      | • Стівен Спілберг — «Врятувати рядового Раяна»      |                                            |
| 2000 | 53-а      |                                                     | • Педро Альмодовар — «Все про мою матір»   |
| 2000 | 53-а      | • Ніл Джордан — «Кінець роману»                     |                                            |
| 2000 | 53-а      | • Сем Мендес — «Краса по-американськи»              |                                            |
| 2000 | 53-а      | • М. Найт Ш'ямалан — «Шосте почуття»                |                                            |
| 2000 | 53-а      | • Ентоні Мінгелла — «Талановитий містер Ріплі»      |                                            |

## 2001–2010
| Рік  | Церемонія | Фото лауреатів                                          | Лауреати і номінанти                                     |
| ---- | --------- | ------------------------------------------------------- | -------------------------------------------------------- |
| 2001 | 54-а      |                                                         | • Енг Лі — «Тигр, що підкрадається, дракон, що зачаївся» |
| 2001 | 54-а      | • Рідлі Скотт — «Гладіатор»                             |                                                          |
| 2001 | 54-а      | • Стівен Долдрі — «Біллі Елліот»                        |                                                          |
| 2001 | 54-а      | • Стівен Содерберг — «Трафік»                           |                                                          |
| 2001 | 54-а      | • Стівен Содерберг — «Ерін Брокович»                    |                                                          |
| 2002 | 55-а      |                                                         | • Пітер Джексон — «Володар перснів: Хранителі Персня»    |
| 2002 | 55-а      | • Жан-П'єр Жене — «Амелі»                               |                                                          |
| 2002 | 55-а      | • Баз Лурманн — «Мулен Руж!»                            |                                                          |
| 2002 | 55-а      | • Рон Говард — «Ігри розуму»                            |                                                          |
| 2002 | 55-а      | • Роберт Альтман — «Госфорд-парк»                       |                                                          |
| 2003 | 56-а      |                                                         | • Роман Полянський — «Піаніст»                           |
| 2003 | 56-а      | • Стівен Долдрі — «Години»                              |                                                          |
| 2003 | 56-а      | • Роб Маршалл — «Чикаго»                                |                                                          |
| 2003 | 56-а      | • Мартін Скорсезе — «Банди Нью-Йорка»                   |                                                          |
| 2003 | 56-а      | • Пітер Джексон — «Володар перснів: Дві вежі»           |                                                          |
| 2004 | 57-а      |                                                         | • Пітер Уїр — «Володар морів»                            |
| 2004 | 57-а      | • Тім Бертон — «Велика риба»                            |                                                          |
| 2004 | 57-а      | • Софія Коппола — «Труднощі перекладу»                  |                                                          |
| 2004 | 57-а      | • Ентоні Мінгелла — «Холодна гора»                      |                                                          |
| 2004 | 57-а      | • Пітер Джексон — «Володар перснів: Повернення короля»  |                                                          |
| 2005 | 58-а      |                                                         | • Майк Лі — «Віра Дрейк»                                 |
| 2005 | 58-а      | • Мартін Скорсезе — «Авіатор»                           |                                                          |
| 2005 | 58-а      | • Майкл Манн — «Співучасник»                            |                                                          |
| 2005 | 58-а      | • Марк Форстер — «Чарівна країна»                       |                                                          |
| 2005 | 58-а      | • Мішель Гондрі — «Вічне сяйво чистого розуму»          |                                                          |
| 2006 | 59-а      |                                                         | • Енг Лі — «Горбата гора»                                |
| 2006 | 59-а      | • Беннетт Міллер — «Капоте»                             |                                                          |
| 2006 | 59-а      | • Пол Гаггіс — «Зіткнення»                              |                                                          |
| 2006 | 59-а      | • Джордж Клуні — «Добраніч, та нехай щастить»           |                                                          |
| 2006 | 59-а      | • Фернанду Мейрелліш — «Відданий садівник»              |                                                          |
| 2007 | 60-а      |                                                         | • Пол Грінграсс — «Загублений рейс»                      |
| 2007 | 60-а      | • Стівен Фрірз — «Королева»                             |                                                          |
| 2007 | 60-а      | • Мартін Скорсезе — «Відступники»                       |                                                          |
| 2007 | 60-а      | • Алехандро Гонсалес Іньярріту — «Вавилон»              |                                                          |
| 2007 | 60-а      | • Валері Фаріс, Джонатан Дейтон — «Маленька міс Щастя»  |                                                          |
| 2008 | 61-а      |                                                         | • Ітан Коен, Джоел Коен — «Старим тут не місце»          |
| 2008 | 61-а      | • Джо Райт — «Спокута»                                  |                                                          |
| 2008 | 61-а      | • Пол Томас Андерсон — «Нафта»                          |                                                          |
| 2008 | 61-а      | • Пол Грінграсс — «Ультиматум Борна»                    |                                                          |
| 2008 | 61-а      | • Флоріан Хенкель фон Доннерсмарк — «Життя інших»       |                                                          |
| 2009 | 62-а      |                                                         | • Денні Бойл — «Мільйонер з нетрів»                      |
| 2009 | 62-а      | • Стівен Долдрі — «Читець»                              |                                                          |
| 2009 | 62-а      | • Клінт Іствуд — «Підміна»                              |                                                          |
| 2009 | 62-а      | • Рон Говард — «Фрост проти Ніксона»                    |                                                          |
| 2009 | 62-а      | • Девід Фінчер — «Загадкова історія Бенджаміна Баттона» |                                                          |
| 2010 | 63-я      |                                                         | • Кетрін Бігелоу — «Володар бурі»                        |
| 2010 | 63-я      | • Нілл Блумкамп — «Дев'ятий округ»                      |                                                          |
| 2010 | 63-я      | • Джеймс Кемерон — «Аватар»                             |                                                          |
| 2010 | 63-я      | • Лоне Шерфіг — «Освіта»                                |                                                          |
| 2010 | 63-я      | • Квентін Тарантіно — «Безславні виродки»               |                                                          |

## 2011–2020
| Рік  | Церемонія | Фото лауреатів                                                | Лауреати і номінанти                                  |
| ---- | --------- | ------------------------------------------------------------- | ----------------------------------------------------- |
| 2011 | 64-а      |                                                               | • Девід Фінчер — «Соціальна мережа»                   |
| 2011 | 64-а      | • Даррен Аронофскі — «Чорний лебідь»                          |                                                       |
| 2011 | 64-а      | • Денні Бойл — «127 годин»                                    |                                                       |
| 2011 | 64-а      | • Крістофер Нолан — «Початок»                                 |                                                       |
| 2011 | 64-а      | • Том Хупер — «Король говорить!»                              |                                                       |
| 2012 | 65-а      |                                                               | • Мішель Азанавічус — «Артист»                        |
| 2012 | 65-а      | • Томас Альфредсон — «Шпигун, вийди геть!»                    |                                                       |
| 2012 | 65-а      | • Ніколас Віндінг Рефн — «Драйв»                              |                                                       |
| 2012 | 65-а      | • Лінн Ремсі — «Щось не так з Кевіном»                        |                                                       |
| 2012 | 65-а      | • Мартін Скорсезе — «Хранитель часу»                          |                                                       |
| 2013 | 66-а      |                                                               | • Бен Аффлек — «Операція „Арго“»                      |
| 2013 | 66-а      | • Кетрін Бігелоу — «Ціль номер один»                          |                                                       |
| 2013 | 66-а      | • Енг Лі — «Життя Пі»                                         |                                                       |
| 2013 | 66-а      | • Квентін Тарантіно — «Джанґо вільний»                        |                                                       |
| 2013 | 66-а      | • Міхаель Ханеке — «Кохання»                                  |                                                       |
| 2014 | 67-а      |                                                               | • Альфонсо Куарон — «Гравітація»                      |
| 2014 | 67-а      | • Стів Макквін — «12 років рабства»                           |                                                       |
| 2014 | 67-а      | • Девід Рассел — «Афера по-американськи»                      |                                                       |
| 2014 | 67-а      | • Пол Грінграсс — «Капітан Філліпс»                           |                                                       |
| 2014 | 67-а      | • Мартін Скорсезе — «Вовк з Волл-стріт»                       |                                                       |
| 2015 | 68-а      |                                                               | • Річард Лінклейтер — «Юність»                        |
| 2015 | 68-а      | • Вес Андерсон — «Готель "Ґранд Будапешт"»                    |                                                       |
| 2015 | 68-а      | • Джеймс Марш — «Теорія всього»                               |                                                       |
| 2015 | 68-а      | • Демієн Шазелл — «Одержимість»                               |                                                       |
| 2015 | 68-а      | • Алехандро Гонсалес Іньярріту — «Бердмен»                    |                                                       |
| 2016 | 69-та     |                                                               | • Алехандро Гонсалес Іньярріту — «Легенда Г'ю Гласса» |
| 2016 | 69-та     | • Тодд Гейнс — «Керол»                                        |                                                       |
| 2016 | 69-та     | • Адам Мак-Кей — «Гра на пониження»                           |                                                       |
| 2016 | 69-та     | • Рідлі Скотт — «Марсіянин»                                   |                                                       |
| 2016 | 69-та     | • Стівен Спілберг — «Міст шпигунів»                           |                                                       |
| 2017 | 70-та     |                                                               | • Демієн Шазелл — «Ла-Ла Ленд»                        |
| 2017 | 70-та     | • Том Форд — «Нічні звірі»                                    |                                                       |
| 2017 | 70-та     | • Кен Лоуч — «Я, Деніел Блейк»                                |                                                       |
| 2017 | 70-та     | • Кеннет Лонерган — «Манчестер біля моря»                     |                                                       |
| 2017 | 70-та     | • Дені Вільнев — «Прибуття»                                   |                                                       |
| 2018 | 71-ша     |                                                               | • Гільєрмо дель Торо — «Форма води»                   |
| 2018 | 71-ша     | • Лука Гуаданьїно — «Назви мене своїм ім'ям»                  |                                                       |
| 2018 | 71-ша     | • Мартін Мак-Дона — «Три білборди за межами Еббінга, Міссурі» |                                                       |
| 2018 | 71-ша     | • Крістофер Нолан — «Дюнкерк»                                 |                                                       |
| 2018 | 71-ша     | • Дені Вільнев — «Той, хто біжить по лезу 2049»               |                                                       |
| 2019 | 72-га     |                                                               | • Альфонсо Куарон — «Рома»                            |
| 2019 | 72-га     | • Бредлі Купер — «Народження зірки»                           |                                                       |
| 2019 | 72-га     | • Спайк Лі — «Чорний куклукскланівець»                        |                                                       |
| 2019 | 72-га     | • Йоргос Лантімос — «Фаворитка»                               |                                                       |
| 2019 | 72-га     | • Павел Павліковський — «Холодна війна»                       |                                                       |
| 2020 | 73-тя     |                                                               | • Сем Мендес — «1917»                                 |
| 2020 | 73-тя     | • Пон Чжун Хо — «Паразити»                                    |                                                       |
| 2020 | 73-тя     | • Тодд Філліпс — «Джокер»                                     |                                                       |
| 2020 | 73-тя     | • Мартін Скорсезе — «Ірландець»                               |                                                       |
| 2020 | 73-тя     | • Квентін Тарантіно — «Одного разу в… Голлівуді»              |                                                       |

## 2021–2030
| Рік  | Церемонія | Фото лауреатів                          | Лауреати і номінанти             |
| ---- | --------- | --------------------------------------- | -------------------------------- |
| 2021 | 74-та     |                                         | • Хлої Чжао — «Земля кочівників» |
| 2021 | 74-та     | • Лі Ісаак Чунг — «Мінарі»              |                                  |
| 2021 | 74-та     | • Сара Гаврон — «Rocks»                 |                                  |
| 2021 | 74-та     | • Шеннон Мерфі — «Молочні зуби»         |                                  |
| 2021 | 74-та     | • Томас Вінтерберг — «Ще по одній»      |                                  |
| 2021 | 74-та     | • Ясміла Жбаніч — «Куди ти йдеш, Аїдо?» |                                  |